# Dolichopeza (Dolichopeza) schahriari
Dolichopeza (Dolichopeza) schahriari is een tweevleugelige uit de familie langpootmuggen (Tipulidae). De soort komt voor in het Palearctisch gebied.